# ImageBrief
ImagineBrief於2011年在澳洲成立，是一家圖片交易網站。買家在網站上描述照片內容和用途，攝影師提供他們認為符合要求的照片。再由買家開出價格，攝影師決定接受或拒絕這筆交易。ImageBrief收取每筆交易金額的三成做為營收來源。平時使用者也可以在ImagineBrief的網站上瀏覽攝影師的作品集，也能直接購買。2018年，網站關閉。